# Мариус Уруков
Мариус Василев Уруков (роден на 24 юни 1967) е бивш български футболист, защитник. По време на състезателната си кариера играе за Спартак (Плевен), ЦСКА (София), Локомотив (София), Шумен, Славия (София) и Септември (София). През 1994 г. записва 3 мача за националния отбор. Висок е 191 см и тежи 83 кг.

## Кариера
Играл е за Спартак (Плевен) (1985 – 1989), ЦСКА (1989 – 1991, 1992/93), Локомотив (София) (1991/92), Шумен (1993/94), Славия (1994 – 1999/пр.) и Септември (2001/пр.). Двукратен шампион на България през 1990 с ЦСКА и през 1996 г. със Славия. Носител на купата на страната през 1993 с ЦСКА и през 1996 г. със Славия. Вицешампион през 1991 и 1993 с ЦСКА и бронзов медалист през 1997 г. със Славия. В евротурнирите има 14 мача и 1 гол (8 мача и 1 гол за ЦСКА в КЕШ и 6 мача за Славия в турнира за купата на УЕФА). Гола му за ЦСКА е на 1/4-финала срещу Олимпик (Марсилия) (Франция). За националния отбор има 8 мача.

## Статистика по сезони
- Спартак (Пл) – 1985/86 – А РФГ, 8 мача/0 гола
- Спартак (Пл) – 1986/87 – А РФГ, 10/1
- Спартак (Пл) – 1987/88 – А РФГ, 11/1
- Спартак (Пл) – 1988/89 – Б РФГ, 23/1
- ЦСКА – 1989/90 – А РФГ, 27/1
- ЦСКА – 1990/91 – А РФГ, 26/1
- Локомотив (Сф) – 1991/92 – А РФГ, 22/0
- ЦСКА – 1992/93 – А РФГ, 12/1
- Шумен – 1993/94 – А РФГ, 14/1
- Славия – 1994/95 – А РФГ, 25/4
- Славия – 1995/96 – А РФГ, 28/4
- Славия – 1996/97 – А РФГ, 24/3
- Славия – 1997/98 – А РФГ, 23/0
- Славия – 1998/99 – А РФГ, 19/1
- Септември (Сф) – 2001/пр. – Б РФГ, 12/0

## Успехи
ЦСКА (София)
- А група –  Шампион: 1989/90
- Купа на България –  Носител: 1992/93

Славия (София)
- А група –  Шампион: 1995/96
- Купа на България –  Носител: 1995/96